# Coalport, Pennsylvania
Coalport là một thị trấn thuộc quận Clearfield, tiểu bang Pennsylvania, Hoa Kỳ. Năm 2010, dân số của thị trấn này là 523 người.